# Šimon Makabejský
Šimon Makabejský zvaný Tasi nebo Saramel (zemřel 135 př. n. l. poblíž Jericha) byl vládce Judeje. Byl druhým synem Matitjáše, bratrem Jónatana a zakladatelem dynastie Hasmonejců (pojmenované po jejich předkovi jménem Asamon či Hasmon). Saramel hebrejsky znamená kníže Božího lidu, význam přezdívky Tasi není jasný.

## Život

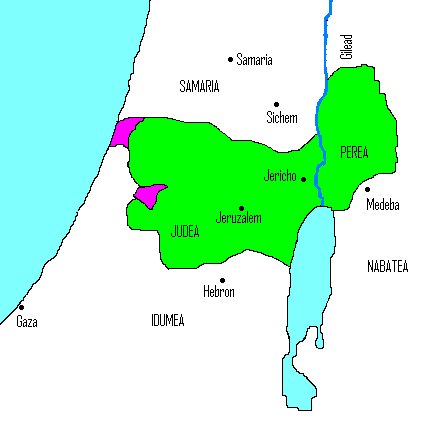
Oblast ovládaná Šimonem
Situace roku 143 př. n. l.
Dobytá území

Šimon se zúčastnil židovského povstání proti Seleukovské říši, vedené jeho bratry Judou Makabejským a Jónatanem. Kolem roku 163 př. n. l. podnikl vojenské tažení do Galileje na pomoc souvěrcům, kteří tam byli utlačováni, a dokázal je odvést zpět do Judeje (1 Makabejská 5,45-54).
Podporoval svého bratra Jónathana během seleukovských občanských válek o trůn i v konfliktu s helénistickými Židy. Antiochos VI. ho jmenoval stratégem pobřežní oblasti mezi Karmelem a Egyptem. Jeho pokusy osvobodit svého bratra Jónathana, kterého unesl král Diodotos Tryfón, pomocí výkupného nebo předáním rukojmí, selhaly. Jonathan byl v roce 143 př. n. l. zavražděn a Šimon byl schopen pouze zajistit jeho ostatky a pohřbít je v Modiinu.
V roce 142 př. n. l. potvrdil seleukovský král Démétrios II. Šimona jako velekněze a vládce Judeje poté, co Šimon uznal Démétria za krále. Šimon vládl až do roku 135 př. n. l. V roce 141 př. n. l. byl lidovým shromážděním starších a kněží zvolen etnarchou (vůdcem lidu) a zároveň ustanoven veleknězem.
Kolem roku 139 př. n. l. byla nová dynastie uznána římským senátem, když Šimonovi vyslanci dorazili do Říma (1 Mak 15,15-24). Přibližně ve stejné době také navázal diplomatické styky se Spartou (1 Mak 14,16-24).
Pravděpodobně v roce 137 př. n. l. nechal srovnat jeruzalémskou Akru se zemí poté, co vyhnal syrské okupační jednotky.
V únoru 135 byl na popud svého zetě Ptolemaia, syna Abubova, zavražděn v pevnosti Dok u Jericha spolu se svými dvěma nejstaršími syny Matitjášem a Judou. Třetí syn Jan Hyrkán po něm nastoupil jeho úřady. Šimonův vnuk Aristobulos I. přijal roku 104 př. n. l. titul krále.